# Trimerotropis pistrinaria
Trimerotropis pistrinaria es una especie de saltamontes perteneciente a la familia Acrididae. Se encuentra en Norteamérica, desde el sur de Canadá hasta Texas y el norte de México; en el suroeste se encuentra hacia el este de Arizona, y en una zona que va desde el centro de Utah hasta el este y centro de Nevada.

## Hábitat
Trimerotropis pistrinaria habita desde grava hasta laderas rocosas, crestas, cimas de colinas, saltos, etc., principalmente en áreas de pastizales y, a veces, en áreas de bosques abiertos.

## Biología
Pasan el invierno dentro de sus huevos; eclosionan en primavera o verano, y existen insectos adultos desde finales de primavera o verano hasta las heladas.